# Adalberto Sena
Adalberto Correia Sena (Cruzeiro do Sul, 3 de setembro de 1901 — Rio de Janeiro, 21 de janeiro de 1982) foi um médico, professor, jornalista e político brasileiro que exerceu três mandatos de senador pelo Acre.

## Dados biográficos
Filho de João Correia de Sena Júnior e Rosa Amélia de Sena. Aluno do Colégio Pedro II, no Rio de Janeiro, graduou-se em Medicina pela Universidade Federal do Rio de Janeiro em 1925. Retornando ao seu estado, foi delegado de Higiene e Saúde Pública de Cruzeiro do Sul de 1926 a 1927. Em novembro de 1931 tornou-se inspetor do ensino secundário do Ministério da Educação e permaneceu neste cargo até agosto de 1937, quando se tornou técnico de educação da referida pasta. Professor de História Natural, Física e Química, fundou o jornal A Voz do Acre.
Estreou na política ao eleger-se primeiro suplente de deputado federal pelo PTB em 1950. No ano seguinte assumiu a Diretoria do Ensino Secundário, cargo que manteve até 1953 quando foi nomeado secretário-geral do Território Federal do Acre. Mais uma vez primeiro suplente de deputado federal em 1954, tornou-se chefe da seção de registro de professores e da seção de orientação e assistência da Diretoria do Ensino Secundário em 1956. Nesse mesmo ano fez um curso de administração escolar nos Estados Unidos e em 1957 assumiu mais uma vez o cargo de diretor substituto da Diretoria do Ensino Secundário.
Após migrar para a UDN, foi o candidato a deputado federal mais votado do partido 1958, mas não se elegeu.
Com a inauguração de Brasília tornou-se assessor técnico e professor da Fundação Educacional do Distrito Federal por dois anos a partir de 1960, ano que assumiu a presidência do Conselho de Educação do Distrito Federal. Um ano depois assumiu a chefia de gabinete do ministro da Educação. Com a elevação do território ao patamar de estado, Adalberto Sena voltou ao PTB e foi eleito senador em 1962.
Com a instauração do Regime Militar de 1964 ingressou no MDB e foi reeleito em 1966 e 1974.
Faleceu no curso do mandato quando já estava filiado ao PMDB sendo sucedido por Laélia de Alcântara.